# Sveriges ambassad i Dublin
Sveriges ambassad i Dublin är Sveriges diplomatiska beskickning i Irland som är belägen i landets huvudstad Dublin. Beskickningen består av en ambassad och ett antal svenskar utsända av Utrikesdepartementet (UD). Ambassaden öppnades först 1946 och stängdes 2010. Den öppnades återigen för allmänheten 2024. Den nuvarande ambassadören är sedan 2024 Lina van der Weyden.

## Historia
När Irland blev självständigt år 1949 var Sverige ett av de länder som tidigt upprättade diplomatiska förbindelser med landet. Den svenska ambassaden i Dublin stängde sommaren 2010 i besparingssyfte och Sverige hade mellan 2010 och 2024 en Stockholmsbaserad ambassadör till Irland samt ett honorärt generalkonsulat i Dublin. Sverige bestämde sig för att åter öppna en ambassad i Irland 2021 och ambassaden invigdes officiellt i november 2024.

## Ambassadörsresidenset
Residenshuset från 1967 är ritad av svenska arkitekten Sten Lindgren och irländska arkitekten Arthur Douglas. I samband med stängningen av ambassaden 2010 lades det 437 kvadrat meter stora huset ut till försäljning. Utgångspriset var satt till 30 miljoner kronor. Den nuvarande besckickningen har inget residens vilket kompletteras med att den nya ambassaden har större utrymmen för representation.

## Beskickningschefer
| Namn                      | Period    | Funktion          | Ackreditering      |
| ------------------------- | --------- | ----------------- | ------------------ |
| Oscar Thorsing            | 1946–1951 | Charge d'affaires |                    |
| Oscar Thorsing            | 1951–1952 | Envoyé            |                    |
| Folke Sunesson Wennerberg | 1952–1958 | Envoyé            |                    |
| Leif Öhrvall              | 1958–1959 | Envoyé            |                    |
| Leif Öhrvall              | 1959–1963 | Ambassadör        |                    |
| Nils-Eric Ekblad          | 1963–1967 | Ambassadör        |                    |
| Eyvind Bratt              | 1967–1973 | Ambassadör        |                    |
| Bo Järnstedt              | 1973–1977 | Ambassadör        |                    |
| Lennart Myrsten           | 1977–1982 | Ambassadör        |                    |
| Gustaf Hamilton af Hageby | 1982–1987 | Ambassadör        |                    |
| Ilmar Bekeris             | 1987–1989 | Ambassadör        |                    |
| Margareta Hegardt         | 1989–1993 | Ambassadör        |                    |
| Per Jödahl                | 1993–1997 | Ambassadör        |                    |
| Peter Osvald              | 1997–2002 | Ambassadör        |                    |
| Nils Daag                 | 2002–2006 | Ambassadör        |                    |
| Claes Ljungdahl           | 2007–2010 | Ambassadör        |                    |
| Elisabet Borsiin Bonnier  | 2010–2014 | Ambassadör        | Stockholmsbaserad. |
| Ulrika Sundberg           | 2014–2016 | Ambassadör        | Stockholmsbaserad. |
| Anna Brandt               | 2016–2018 | Ambassadör        | Stockholmsbaserad. |
| Lars Wahlund              | 2018–2024 | Ambassadör        | Stockholmsbaserad. |
| Lina van der Weyden       | 2024–     | Ambassadör        |                    |